# Johann Martin Luther II.
Johann Martin Luther II. (* 27. Juli 1663 in Hohburg; † 9. November 1756 in Zeitz) war ein deutscher Theologe und Senior des Zeitzer Stiftskapitels. Er war der Ururenkel des Reformators Martin Luther.

## Leben
Luther war der Sohn von Johann Martin Luther I. Er besuchte zunächst die Stadtschule in Wurzen und wurde von dem Hauslehrer Johann Ernst Teubner unterrichtet. Danach war er Schüler der Stiftsschule zu Merseburg und ab 1677 der bekannten Thomasschule zu Leipzig. 1682 begann er ein Studium der Theologie an der Universität Leipzig. Es folgten rechtswissenschaftliche Studien bei Friedrich Wilhelm Leyser (1658–1720), dem Stadtsyndikus von Magdeburg. 1686 heiratete er die Tochter des Oberdompredigers von Magdeburg Friedrich Wilhelm Leyser (1622–1691). In Erfurt lernte er beim Juraprofessor Georg Heinrich Brückner (1652–1700) und erwarb ein Lizenziat.
1672 ging er nach Zeitz. 1694 wurde er Kanoniker und 1720 Kustos des Zeitzer Domkapitels. Sein Erbe, das Hohburger Rittergut, verkaufte er 1709. Er kaufte 1710 ein Haus in der Rahnestraße, das heute unter dem Namen Lutherhaus bekannt ist.
Nach dem Tode seines Sohnes Martin Gottlob Luther im Jahr 1759 starb auch der letzte männliche Nachkomme Luthers der Zeitzer Linie aus. Vor seinem Tod lebte er in Blindheit. Er wurde in der Nikolaikirche in Zeitz beigesetzt.